# أحساس شنا
أحساس شنا (بالإنجليزية: Ahsaas Channa)‏ (مواليد 5 أغسطس 1999) هي ممثلة هندية ظهرت كممثلة طفلة في أفلام هندية مثل Vaastu Shastra و Kabhi Alvida Naa Kehna، صديقي غانيشا وفونك، إلخ. نشط في الغالب في البرامج التلفزيونية، مثل Devon Ke Dev ... Mahadev و Oye Jassie و MTV Fanaah.

## وصلات خارجية
- أحساس شنا على موقع IMDb (الإنجليزية)
- أحساس شنا على موقع قاعدة بيانات الفيلم (الإنجليزية)